# Parchim
Parchim (phát âm tiếng Đức: [ˈpaʁçɪm]) là một thị trấn tại Ludwigslust-Parchim (trước thuộc huyện Parchim), bang Mecklenburg-Vorpommern, miền bắc nước Đức.

Town hall
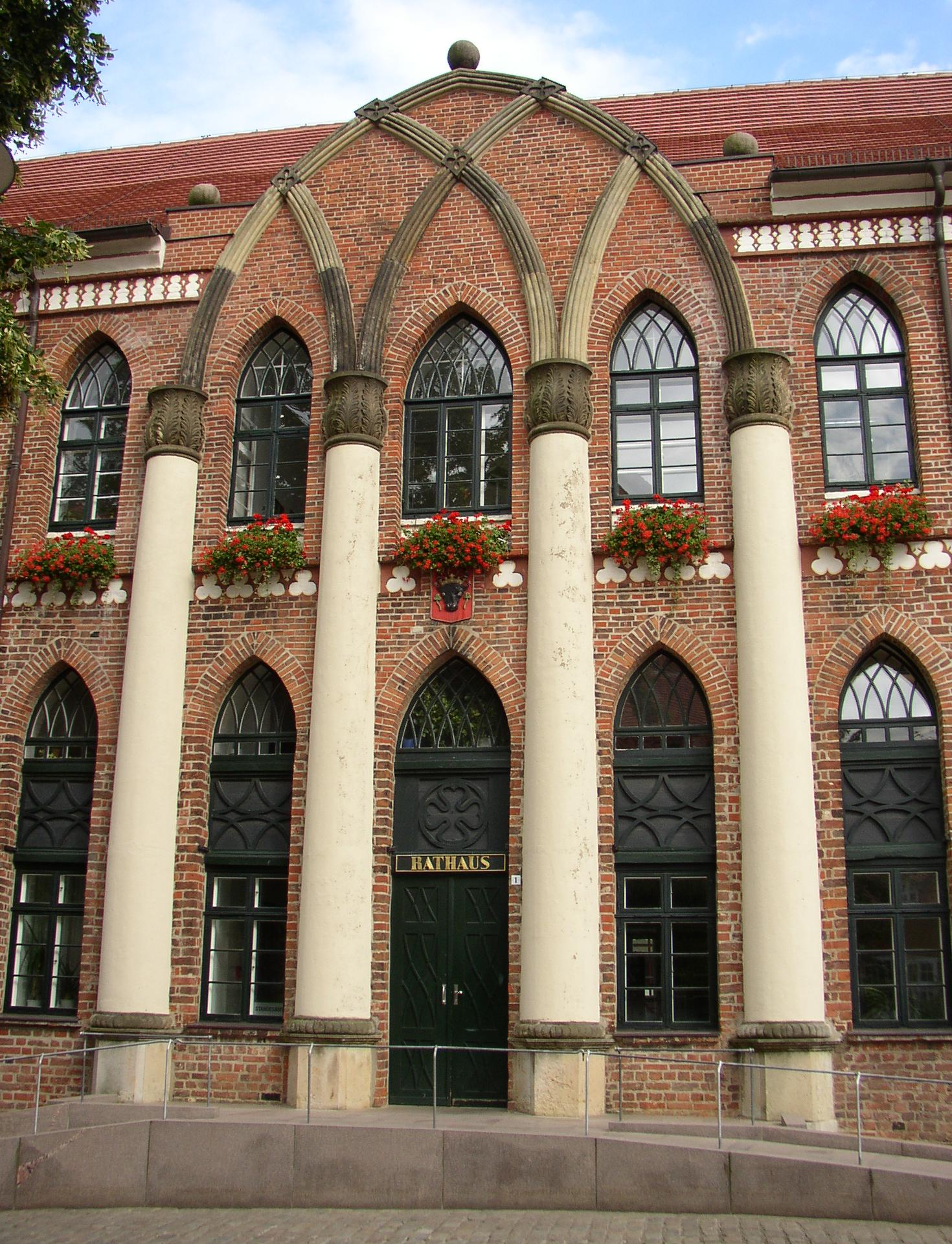
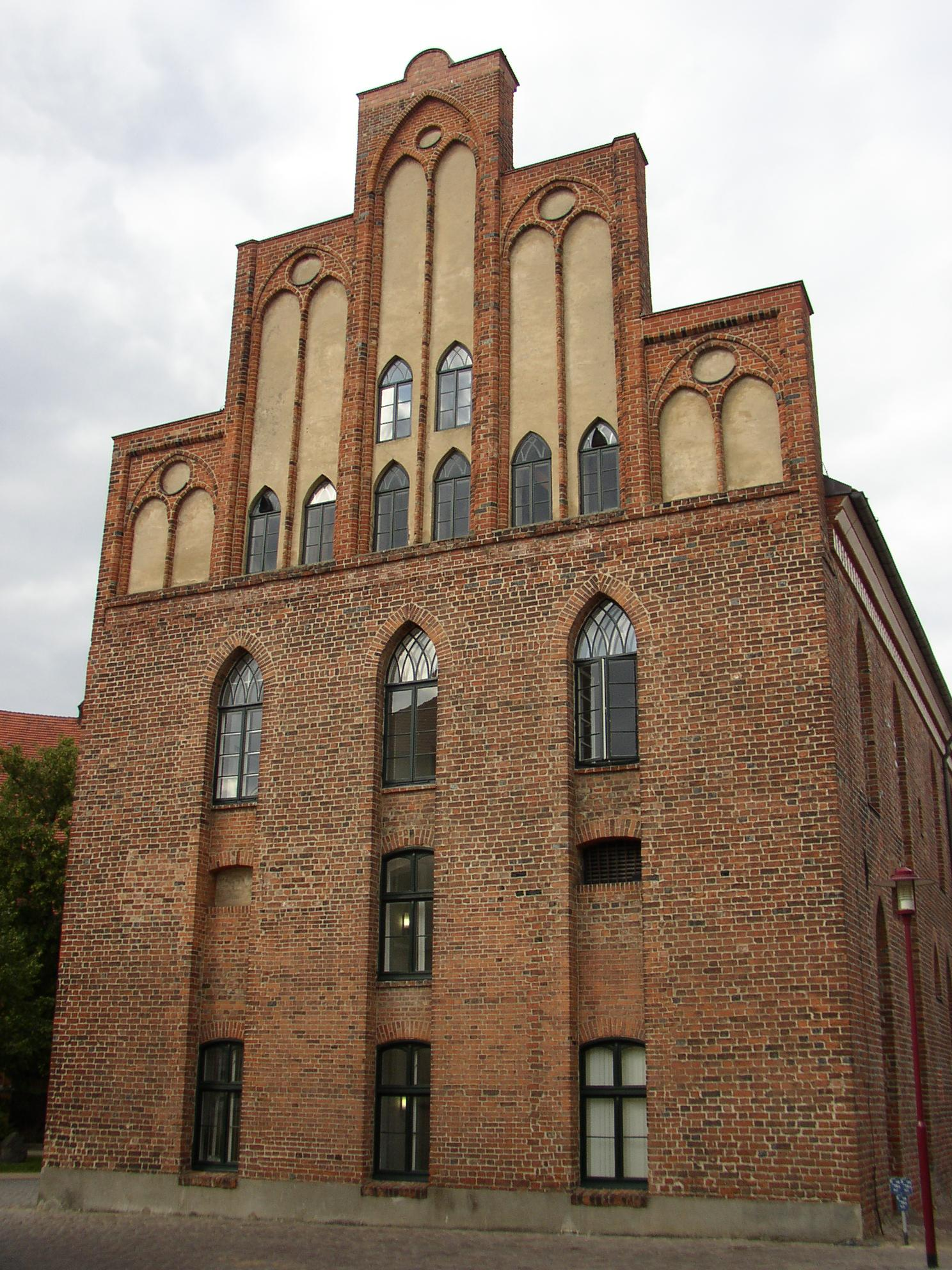

## Liên kết ngoài

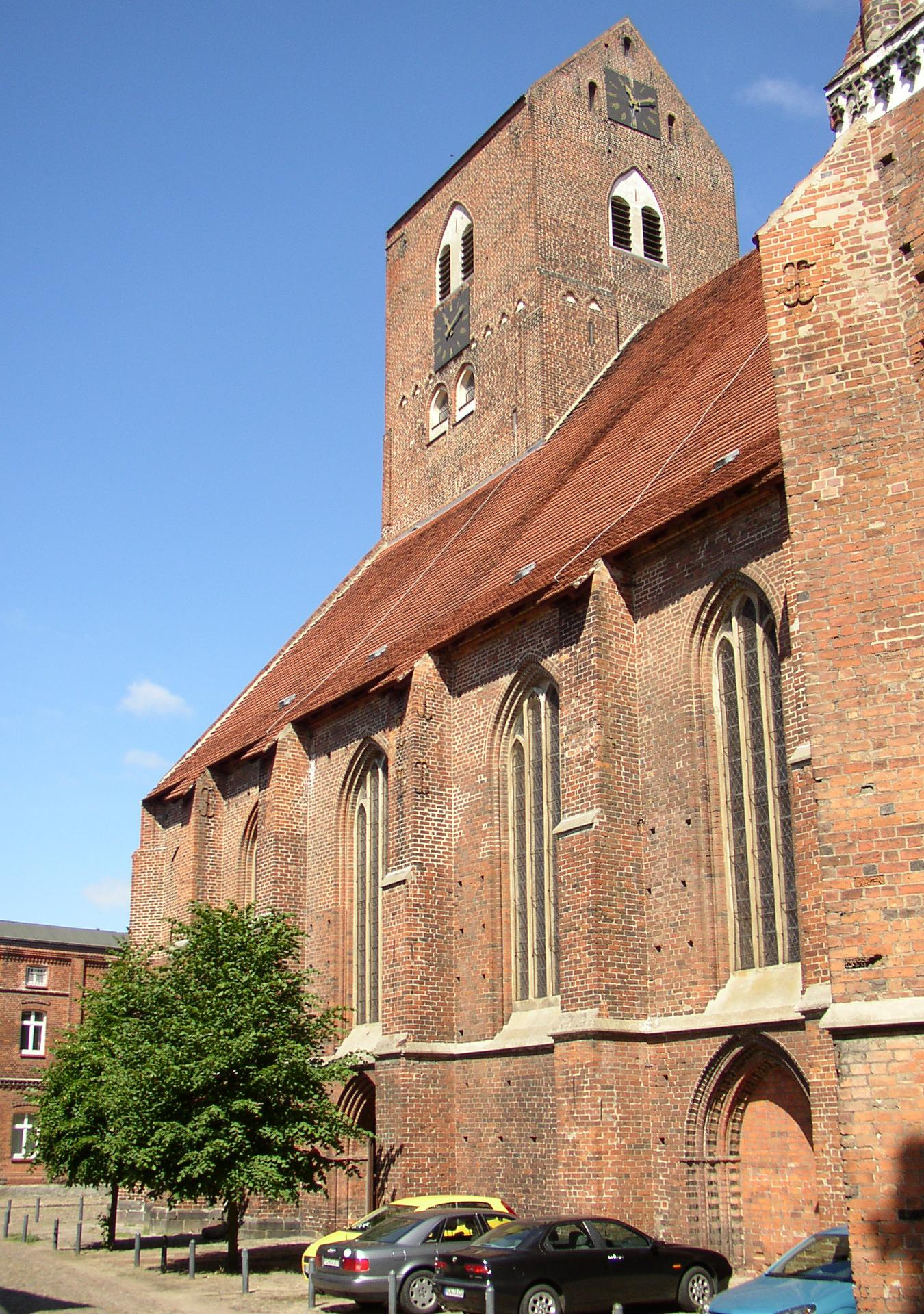
Saint George's church

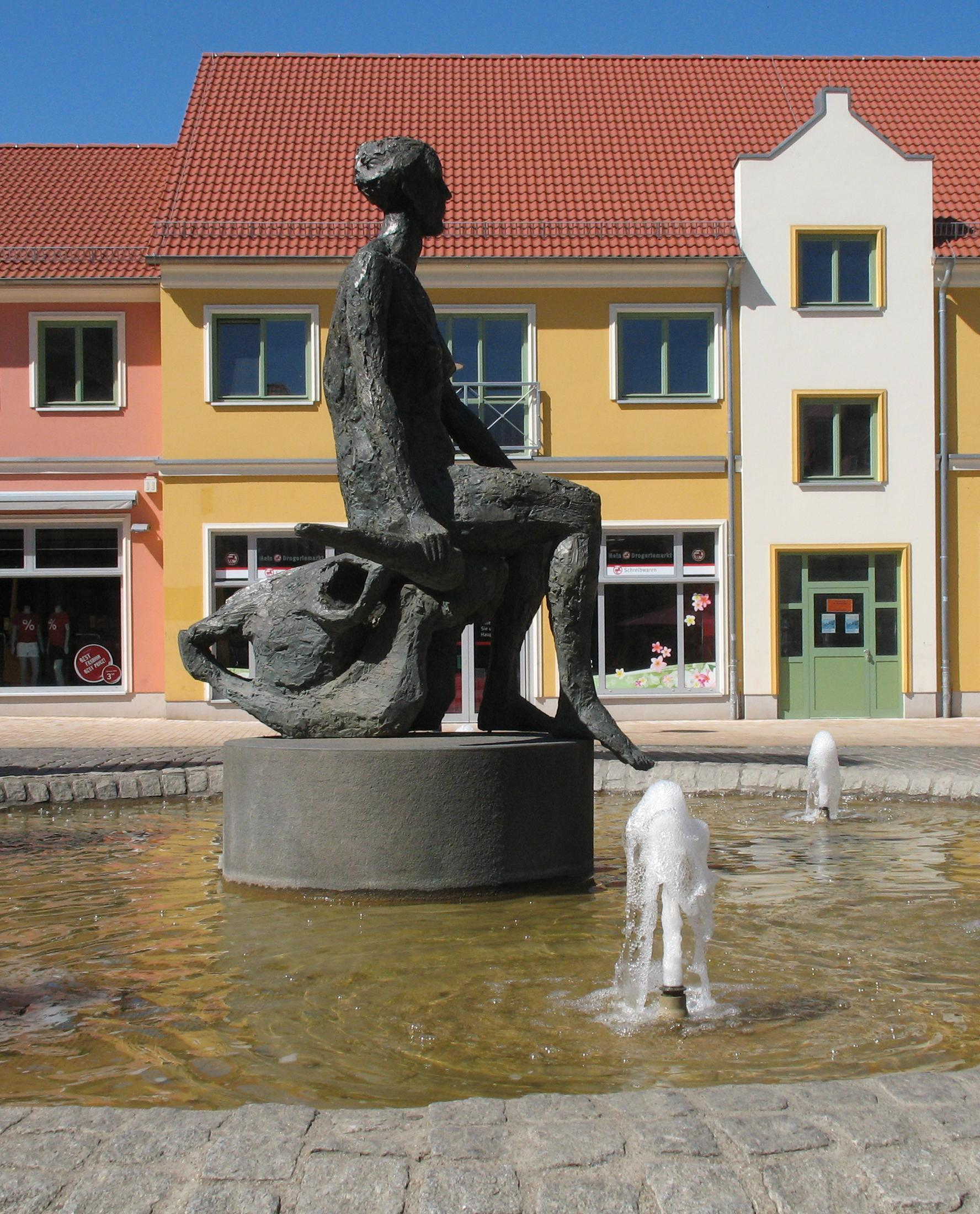

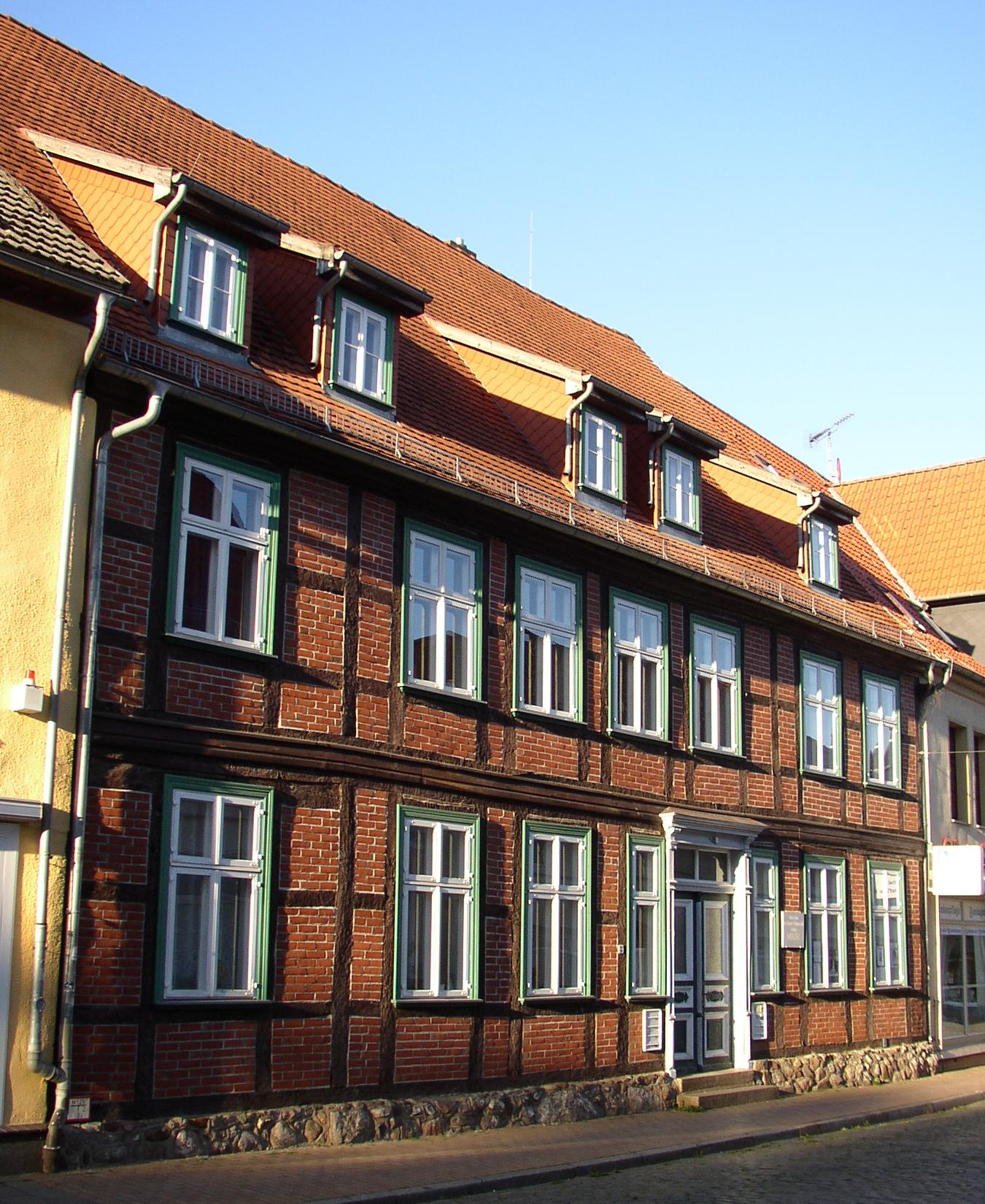
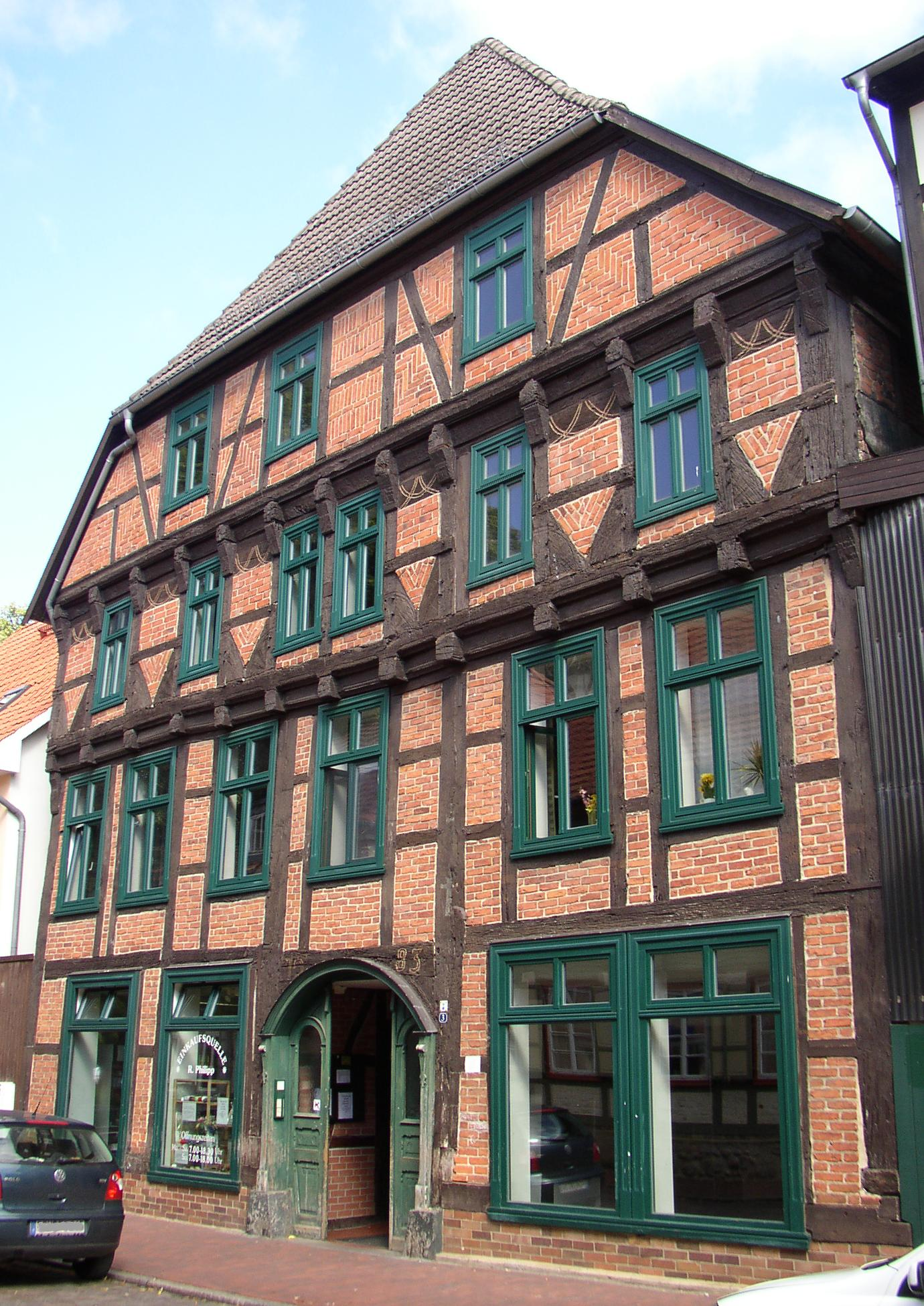
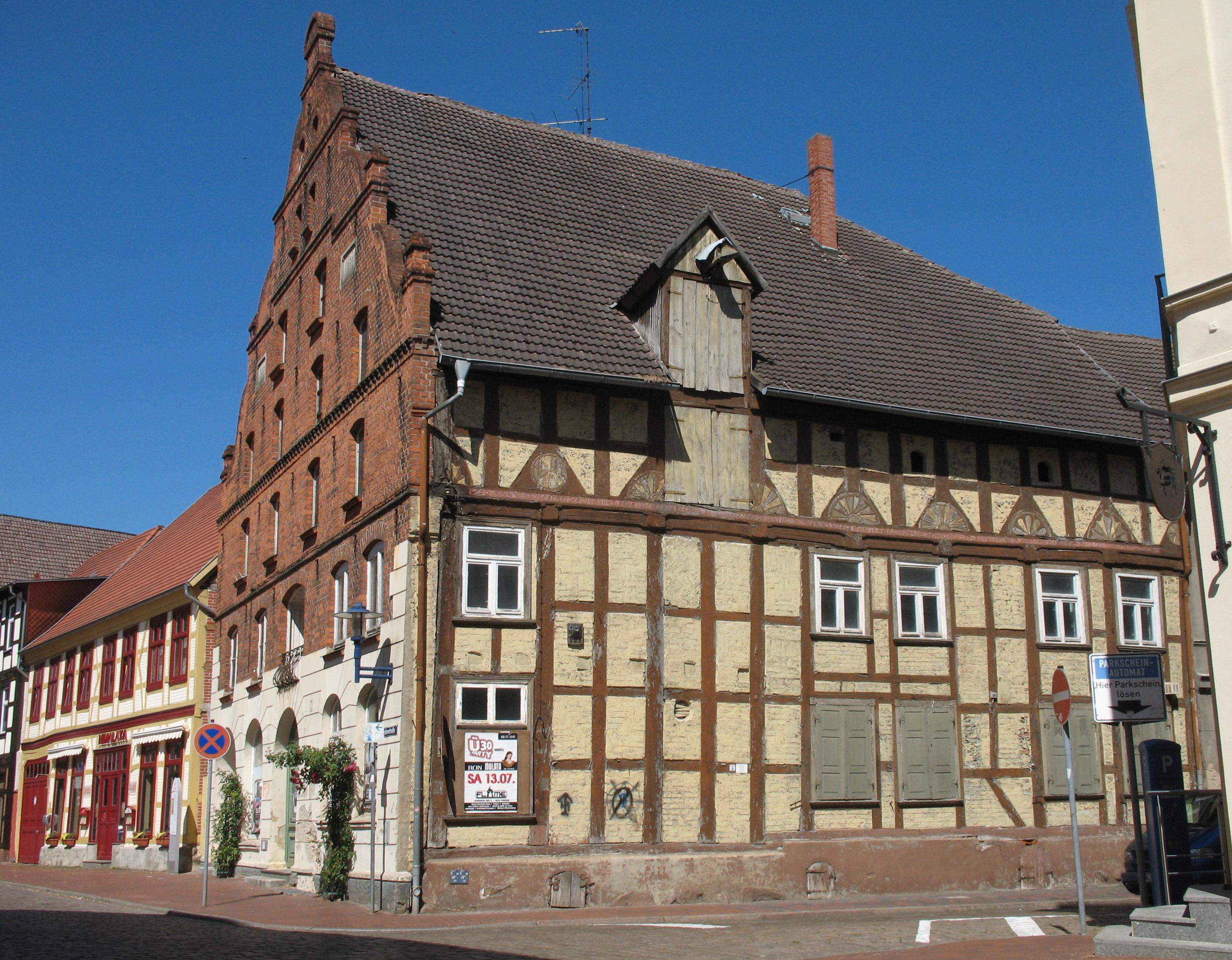
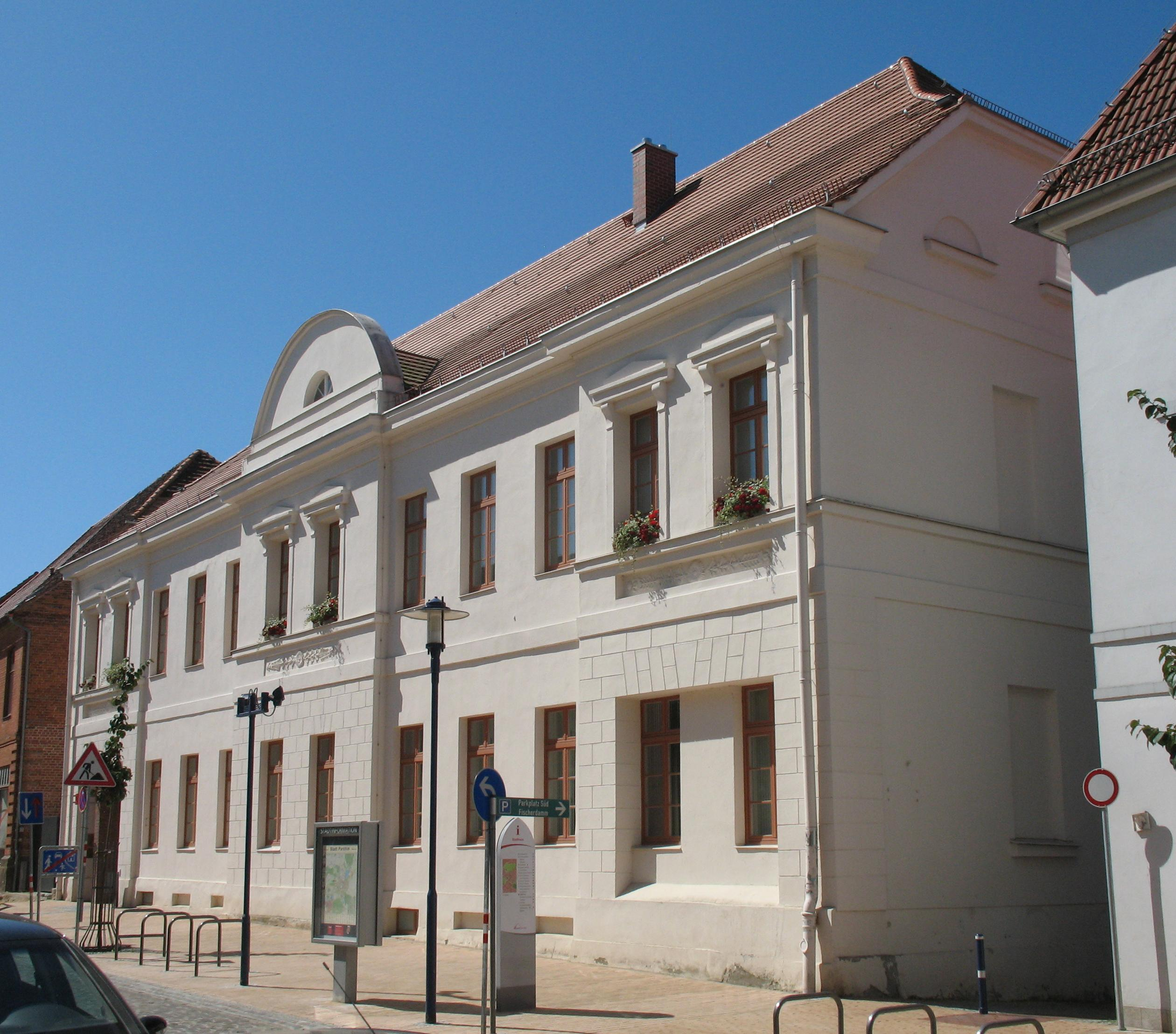